# 尤寧鎮區 (新澤西州尤寧縣)
尤寧鎮區（英語：Union Township）是位於美國新澤西州尤寧縣的一個鎮區。

## 地方資料
尤寧鎮區的面積為23.52平方千米，當中陸地面積為23.44平方千米，而水域面積為0.08平方千米。根據2020年美國人口普查的數據，當地共有人口59728人，而人口密度為每平方千米2,539.46人。